# Katedralskolan, Linköping

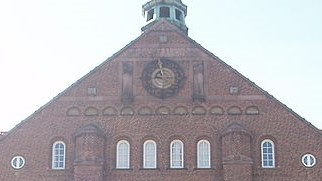
Gavelfasadens skulpturer och reliefer av Carl Fagerberg vid stora ingången till Katedralskolan höggs sommaren 1916 in i granitblock som därefter murades in i väggen.

Katedralskolan i Linköping (tidigare Linköpings högre allmänna läroverk) grundades år 1627 och är således Sveriges femte äldsta gymnasieskola efter Rudbeckianska gymnasiet i Västerås, Thomasgymnasiet i Strängnäs, Katedralskolan i Uppsala och Katedralskolan i Lund. Skolans motto är tradition och utveckling. Skolan är idag inrymd i byggnaden på Platensgatan, invigd 1915, i stadsdelen Vasastaden som föregicks av byggnaden på Storgatan. 
Skolbyggnaden från 1915 rymmer riklig konst. Fasadskulpturerna på dess framsida är gjorda av Carl Fagerberg. Den stora målningen i aulan utfördes av Olle Hjortzberg. Över huvudentrén finns Östergötlands och Linköpings vapen samt inskriptionen ”Högre Allmänt Läroverk” och ”1914–1915”.

## Historik
Skolan har ett ursprung som katedralskola, omnämnd 1230. Den hade 137 lärjungar 1594, som huvudsakligen undervisades i latinska språket.
Det har rått osäkerhet om vilket år gymnasiet grundades eftersom originalhandlingen har förkommit, där någon källa anger 1628. Men historikern Karl Beckman har i Kammararkivet funnit en kopia av det brev med överskriften ”Privilegium Gymnasii Lincopense” som Gustav II Adolf undertecknade den 25 april 1627. Verksamheten kom igång 8 september 1627 enligt anteckningar gjorda av gymnasiets förste rektor Andreas Prytz. År 1849 omvandlades den tidigare trivialskolan till ett elementarläroverk. I anslutning till läroverksreformen 1856 ombildades skolan 1857 till ett högre elementarläroverk där även det tidigare gymnasiet/katedralskolan uppgick i elementarläroverket. År 1879 namnändrades skolan till ett högre allmänt läroverk. Skolan fick 1965 namnet Katedralskolan och kommunaliserades 1966. Studentexamen gavs från 1864 till 1968 och realexamen från 1907 till 1964.

### Byggnader
- 1300-talet–1804: Nuvarande församlingshemmet i domkyrkoparken ligger på den plats där den första domskolan låg och delar av byggnaden kan dateras till 1300-talet. Den dåvarande byggnaden skadades i branden 1567 och undervisningen flyttades då till Vreta kloster medan byggnaden renoverades. 1627 inrättades gymnasium och byggnaden utvidgades. Huset förstördes i den stora branden 1700,[9] men på hösten 1701 kunde undervisningen återupptas på samma plats i en ny skolbyggnad. Frimurarlogen tog 1804 över skolbyggnaden i domkyrkoparken och den byggdes om för logens ändamål.
- 1804–1831: År 1804 flyttade undervisningen åter, nu till ett hus på borggården som en tid varit rådhus.
- 1831–1864: Ett nytt skolhus byggdes 1826–1831 – det nuvarande konsistoriehuset på Ågatan. Fram till 1864 var skolan inrymd där men efterträddes då av domkapitlet och biblioteket.
- 1864–1915: Skolan flyttade till en nyuppförd byggnad vid Storgatan och huserade där till 1915, då läroverksbyggnaden på Platensgatan 20 stod klar.

### Läroverksbyggnaden på Storgatan
Läroverket var tidigare inrymt i det som idag är Linköpings stadshus. Stadshuset var mellan åren 1864 och 1915 läroverk, till dess att den befintliga byggnaden på Platensgatan stod klar.

### Läroverksbyggnaden på Platensgatan
Katedralskolan hette då den nybyggdes 1914–1915 Högre Allmänna Läroverket i Linköping. Stadsfullmäktige beslöt 1912 att uppföra ett nytt läroverk. Den nya byggnaden låg utanför dåvarande staden och var i stort omgiven av åkermark. En annons publicerades i tidningarna i augusti 1913, med anbud för den nya byggnadens uppförande. Kort efter slöts ett avtal mellan parterna och byggnationen av läroverket kunde således påbörjas. År 1914 genomfördes en högtidlig sammankomst vid byggnationen. Procession utgick från den gamla läroverksbyggnaden, med musik från Första livgrenadjärregementet. Medverkande var bland annat stiftets dåvarande biskop Personne. Albert Værneus var rektor för Linköpings Högre Allmänna Läroverk under tiden 1901–1926. Byggnaden som är i nationalromantisk stil är ritad av arkitekten Axel Brunskog, samma arkitekt som ritade den snarlika Folkungaskolan. Huvudentreprenör var byggmästaren Anders Ohlsson. Under byggnationen av läroverket installerades även skolans orgel, övrig inredning, samt gaveluret, tillverkat av F.V. Tornberg i Stockholm.    
Den 30 augusti 1915 samlades lärare och lärjungar i det gamla läroverkets aula och tågade därefter gemensamt till det nya läroverket, där uppropet skedde i den nya aulan. Invigningen dröjde till den 16 oktober 1915. Vid invigningen hölls högtidliga tal och bland annat sjöngs sångerna: ”Sång till Östergötland” samt nationalsången. Närvarande var också dåvarande ecklesiastikminister K.G Westman. Innanför huvudentrén till skolbyggnaden finns inskriptionen ”Initium sapientiæ timor Domini” vilket är latin och betyder ”Gudsfruktan är vishetens begynnelse”, samma inskription som återfinns över porten till den tidigare läroverksbyggnaden. 1945–1947 målades stora trapphuset om, liksom aulan. På skolans baksida finns en matsal, som är tillbyggd. I skolan finns även ett skolbibliotek, med omfattande litteratur för elever och lärare. Skolbiblioteket har bland annat erhållit nomineringen till ”Bibliotek i världsklass”, 2014/2015.   
Läroverket i Linköping hade ett omfattande naturhistoriskt museum. Skolans museum hade flera uppstoppade djur, skänkta till skolan. Museet fanns att beskåda fram till 1968.
Läroverkets bibliotek hade anknytning till det som hade namnet ”Stifts- och landsbiblioteket i Linköping”, fram till 1926 under en omorganisation. Biblioteket för eleverna var inrymt i ett rum i källarvåningen. Under åren ökade antalet tillgängliga böcker, bland annat genom donationer av elever. Dagens bibliotek är inrymt i det f.d. kollegierummet.    
Under en tid rådde det närvaroplikt på skolans morgonböner, vilka skedde 15 minuter innan dagens första lektion. Vid ringning till bön skulle eleverna ställa upp och gemensamt gå in i aulan. Ansvariga för morgonbönen var skolans kristendomslärare. När de nya eleverna på skolan under hösten år 1966 påbörjade sin studietid fanns inte längre den obligatoriska morgonbönen.
Fram till 1976 var en stor del av kommunens vuxenutbildning förlagd till Katedralskolan. Från och med 1965 blev kvällsgymnasiet en självständig skolenhet. 1968 upphörde kvällsgymnasiet på Katedralskolan, detta efter nio terminer som egen skolenhet.    

#### Ombyggnationer
Under 1950-talet skedde det renoveringar på läroverket. Sångsalen omdisponerades och en väggmålning tillkom av konstnären Sigge Widegren. 1952 skedde det ett anslag av stadsfullmäktige för renovering. Institutionerna för de naturvetenskapliga ämnena var i behov av renovering. Renoveringen skedde huvudsakligen sommaren 1953. 
1960 framhöll skolstyrelsen att skolan måste byggas om med hänvisning till det stora antalet elever på skolan. Renoveringen skulle innebära en utvidgning av läraravdelningen samt fler expeditioner. Det beslutades att Katedralskolan från och med år 1968 skulle fungera som ”försöks- och demonstrationsskola” till lärarhögskolan. Verksamheten krävde vissa lokalförändringar. 
1972 skedde den mest omfattande ombyggnationen, vilket skulle göra skolan till en gymnasieskola som mätte upp till tidens krav. Under sommaren 1972 påbörjades ombyggnationen som pågick i nära två år. Sedan skolbyggnadens tillkomst hade ingen förändring av exteriören skett, men under 1972 års renovering gjordes den första förändringen av exteriören. På norrsidan av trapphuset, på byggnadens baksida, uppfördes en tillbyggnad som var lika hög som resterande delar av skolan. Tillbyggnaden rymmer hiss och toaletter. Ny rumsindelning skedde på suterrängvåningen.

#### Aula

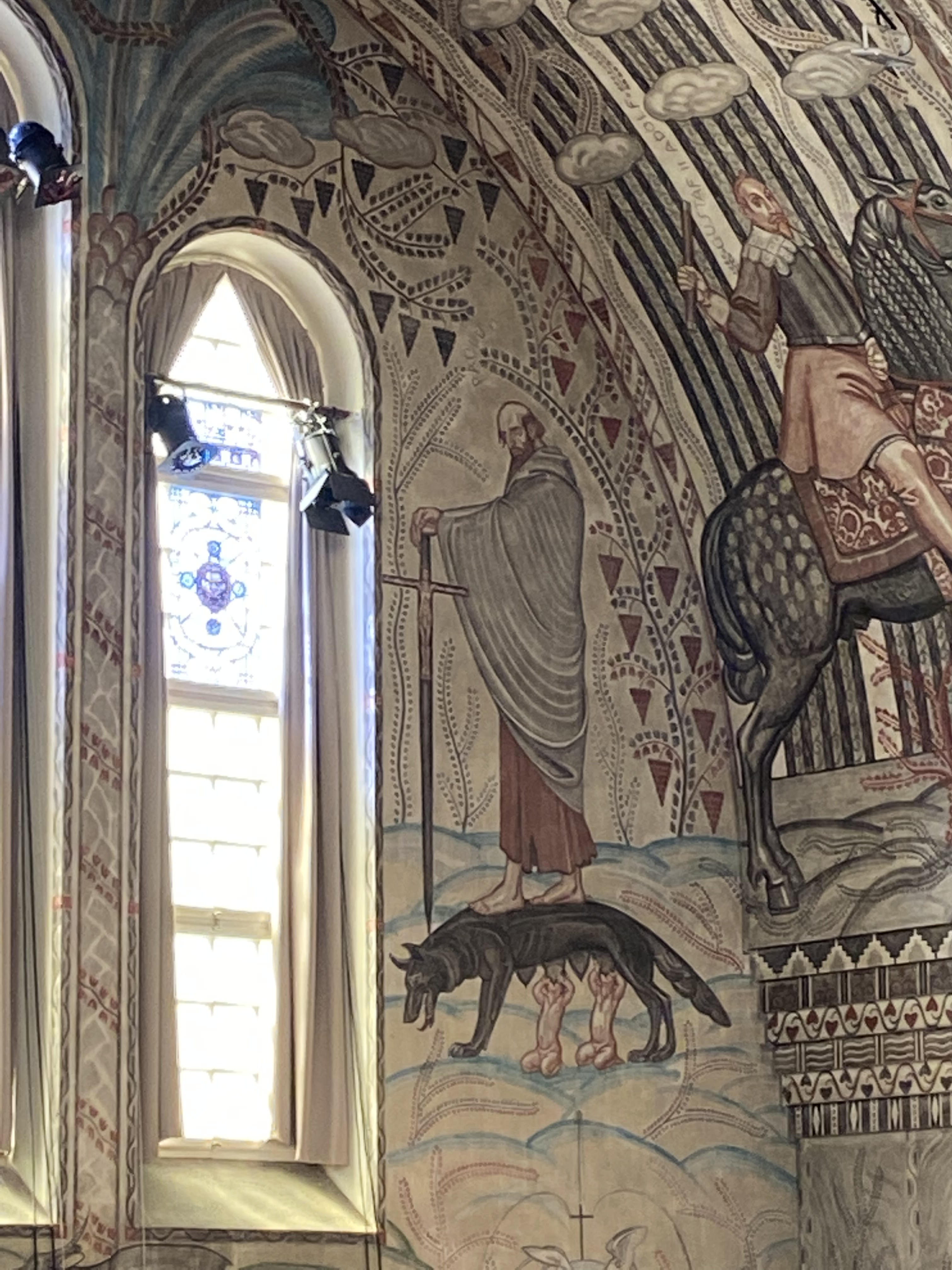
Målning i aulan, föreställande kung Gustav II Adolf och Paulus.

I skolans aula finns en målning av Olle Hjortzberg färdigställd år 1916. Målningen fick namnet ”Ex oriente lux”. Målningen visar flera personer, däribland Alexander den store och Sokrates, representanter för antiken, samt Gustav II Adolf och Paulus som representanter för den kristna tiden. Glasmålningarna i aulan återger Östergötlands och Linköpings vapen, läroverkets gamla sigill samt Sveriges riksvapen. I aulan finns en orgel tillverkad år 1916 av firman Setterquist & Son Orgelbyggeri. Orgeln omfattar 10 stämmor. Under förändringarna 1945–1947 då aulan målades om fick orgeln en elektrisk fläkt för luften. 
Aulan används flitigt för sammankomster och skrivningar. Historiskt har flera välkända personer besökt skolan och talat för eleverna. Bo Giertz, resesekreterare i Kristliga gymnasistförbundet, sedermera biskop i Göteborgs stift, besökte skolan flera gånger. 1932 firades Gustav Adolfsminnet. 1935 firades riksdagens 500-årsjubileum med föredrag om Engelbrekt och riksdagen. Den 30 oktober 1950 hölls minneshögtid efter Gustaf V:s död. En minneshögtid hölls även efter kung Gustaf VI Adolfs död 25 september 1973.  

#### Omgivningen runt skolan
Skolan är centralt belägen i staden. En bit framför skolan finns en park, kallad Berzeliiparken. Vid skolans södra sida finns den så kallade ”Hugo Theorells damm”, vilket är en damm uppkallad efter Hugo Theorell, nobelpristagare. Den botaniska delen av skolträdgården sköttes under en tid av den biologiska institutionen, men arbetet blev för betungande.  Framför skolan finns ett hus, tidigare vaktmästarbostad, men även kallats för ”Krettelnhuset” efter att skoltidningen, Kretteln, haft sina redaktionslokaler där.

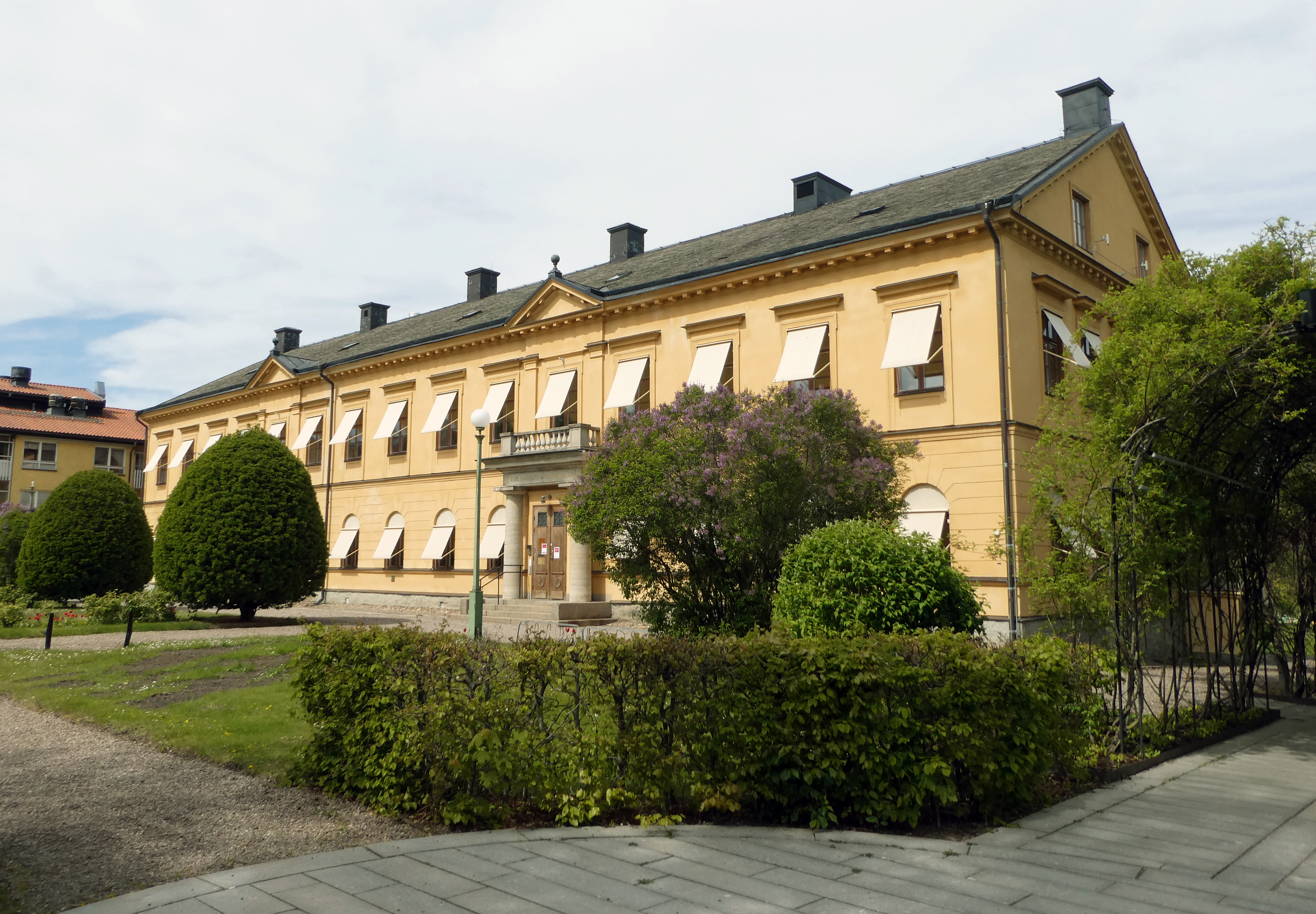
Skolans lokaler under perioden 1831–1864 på Ågatan 65. Byggnaden kallas idag Konsistoriehuset eller domkapitelhuset där Linköpings Stifts administration finns.
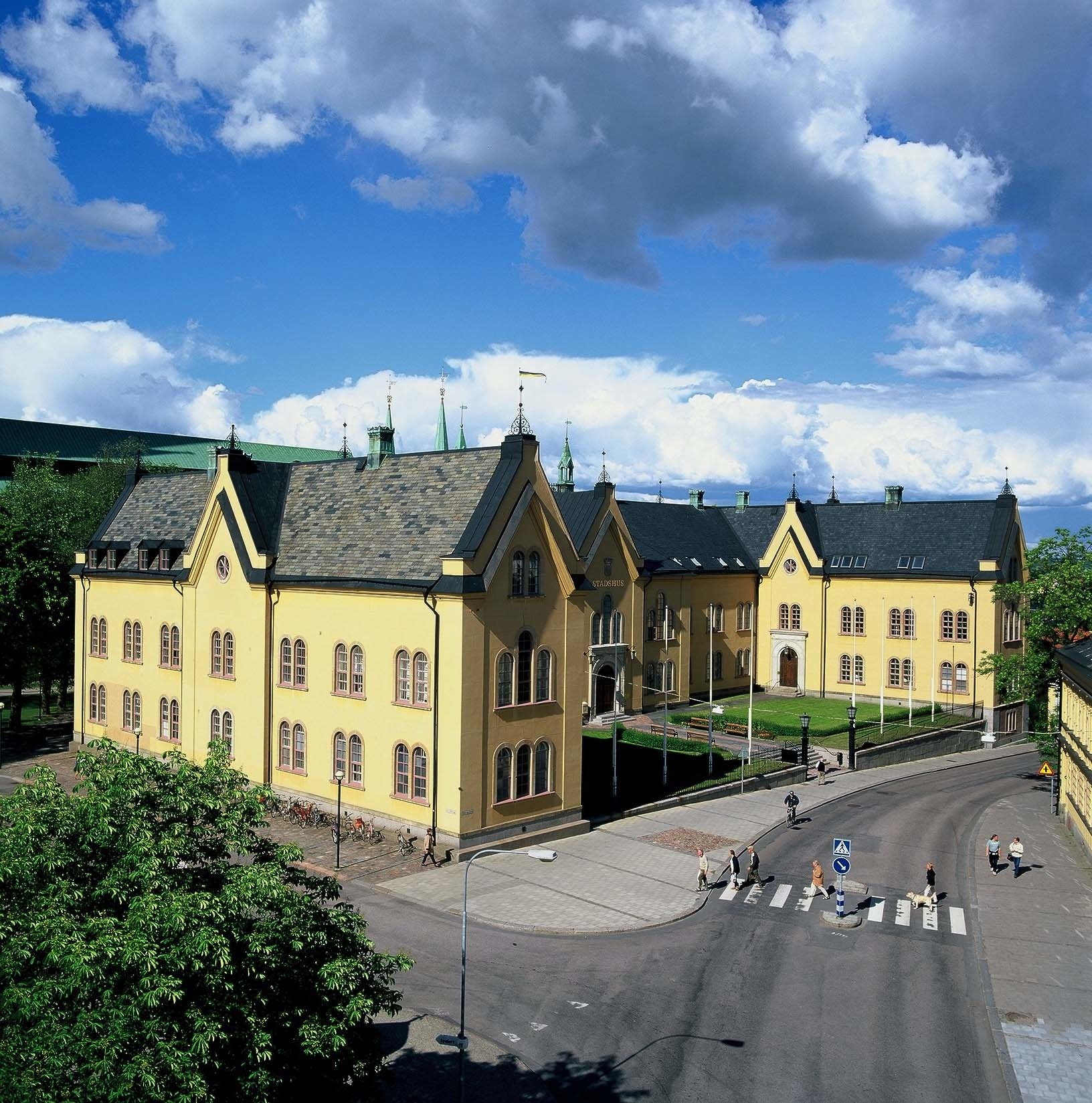
Linköpings stadshus, Storgatan 43, skolans byggnad 1864–1915.
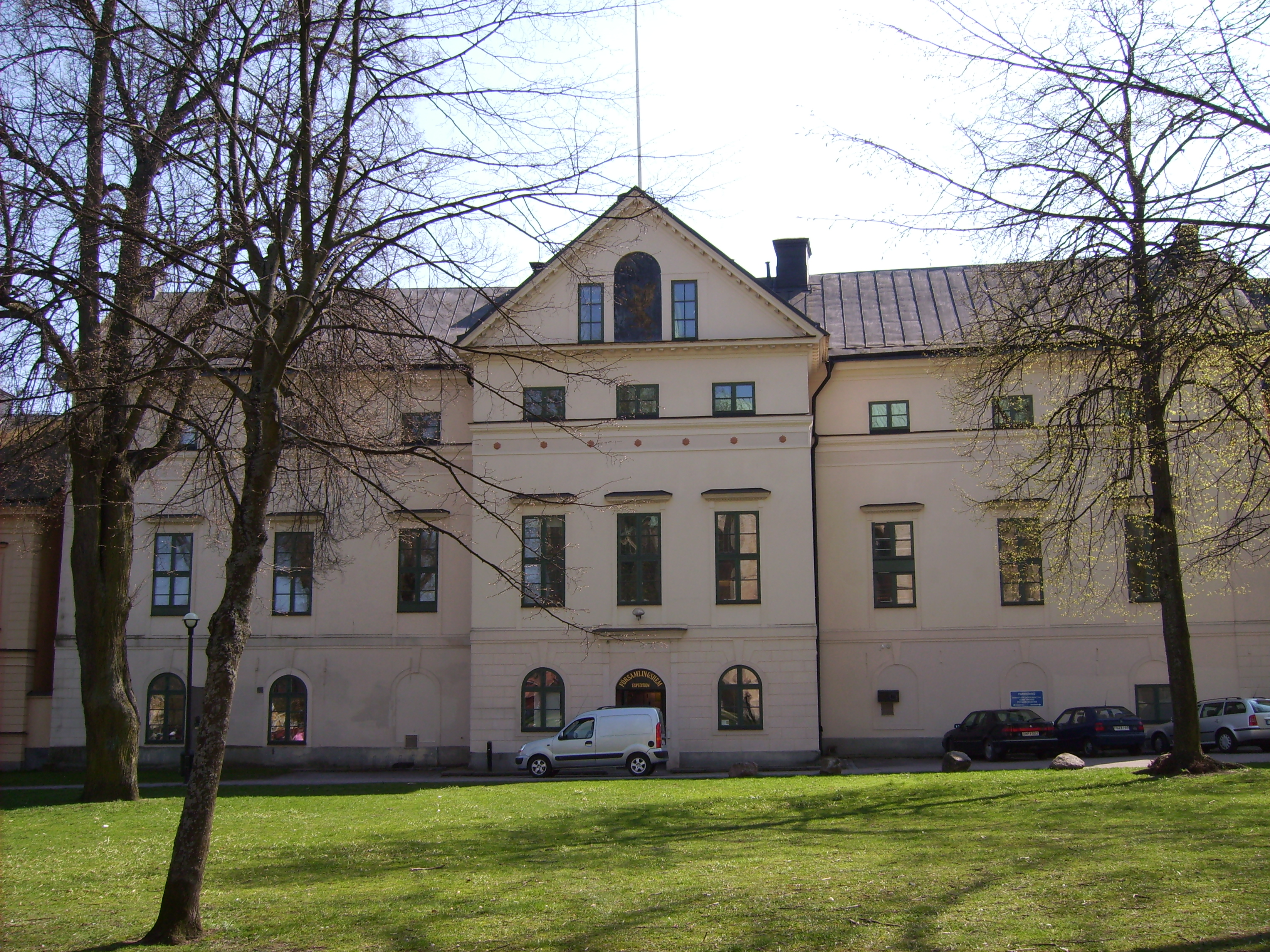
Mellan 1701 och 1804 låg skolan i denna byggnad på Läroverksgatan 9, där idag domkyrkans församlingshem finns, bredvid Linköpings domkyrka. Skolan låg redan här 1627 men byggnaden brann ner 1700.

### Konsten på Katedralskolan

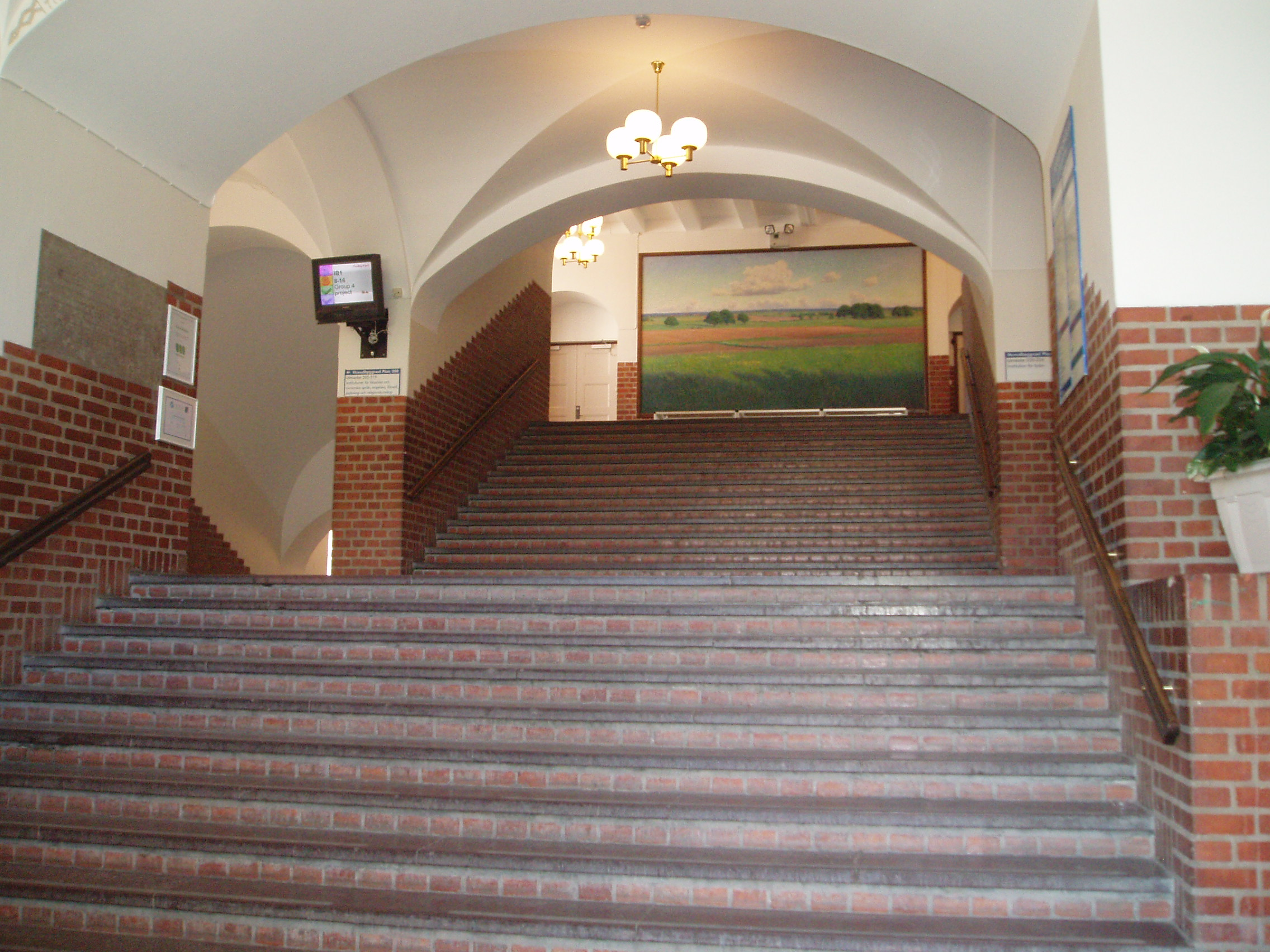
Interiörbild i Katedralskolan, Linköping. Tavlan som är placerad utanför dörrarna till aulans stora ingång föreställer Stora Åby i Ödeshögs kommun och är målad av konstnären Elias Erdtman (1862–1945).

Byggnaden fick en rik konstnärlig utsmyckning. Carl Fagerberg gjorde fasadens skulpturer medan Olle Hjortzberg smyckade aulan. När Katedralskolan invigdes 1915 var det var redan från början självklart att den skulle smyckas med samtida konst, både tavlor och skulpturer. Konsten skulle vara ”en bärande kraft för unga sinnen” och Elias Erdtman samt Olle Hjortzberg var några av de stora konstnärer som fick beställningar till det nya läroverket. Prins Eugen skänkte senare tavlan Veteskörd vid Vättern till skolans 300-årsjubileum 1927. På ett av skolans våningsplan finns en väggmålning från 1951, målad av Sigge Widegren. 
- Carl Fagerberg (1878–1948) skapade gavelskulpturer och reliefer vid stora ingången. På gavelfältets mittparti vid stora entrén till Katedralskolan står på ömse sidor or det stora vägguret två stycken kvinnofigurer. Figurerna är två meter höga och den ena symboliserar en bedjande moder och den andra symboliserar en vakande moder. Ovanför utbreder sig som ett brett band världsrymden med det allseende ögat högst upp. Relieferna och två vapen, Linköpings vapen och Östergötlands vapen, höggs sommaren 1916 in i granitblock som därefter murats in.[13]
- Olle Hjortzberg (1872–1959) skapade al fresco-målningar i aulans fondvägg och i valven. Vänstra sidan av fondväggen och valven representerar förkristen tid med Sokrates och Alexander den store. Den högra sidan visar kristen tid med Paulus och Gustav II Adolf. För läroverkets inre prydnad fanns vid tiden för invigningen endast de  tre målningarna av Elias Erdtman, men i den närmaste framtiden väntades Olle Hjortzbergs väggmålning ”al fresco”, en målning utförd på våt kalkputs, i aulan, den färdigställdes 1916 och fick namnet ”Ex oriente lux”, som betyder ”Från öster kommer ljuset”. Olle Hjortzberg sade med egna ord: ”Själv är jag österland och västerland”.[13]
- Skolan har en rik konstsamling, ett tiotal porträttmålningar, bland annat av konstnärerna Oscar Björk, Carl Fredrik von Breda, Olle Hjortzberg, Per Hörberg, Gunnar Romdahl och Johan Gustaf Sandberg.
- Ett tjugotal oljemålningar, bland annat av konstnärerna Carl Brandt, Karl Fredrik Cederberg, Elias Erdtman, Prins Eugen, Johan Krouthén och Severin Nilsson.
- Vidare finns några skulpturer, bland annat av skulptörerna Ivar Lindekrantz, Theodor Lundberg, Gustav Malmquist och Johan Tobias Sergel.[13]
- Det finns skulpturer av bland annat Gustav II Adolf, med inskription ”Gud med oss”, Olaus Magnus och Gustaf V, som var Sveriges konung vid läroverkets invigning.

### Namn
Skolan har ett ursprung som katedralskola. Åren 1857–1878 var skolans namn ”Linköpings Högre Elementarskola”. Namnet blev 1878–1965 ”Linköpings högre allmänna läroverk”. I staden fanns det under 1960-talet en brist på skolplatser, vilket ledde till ett nytt gymnasium i Linköping: S:t Lars gymnasium. Linköpings Högre Allmänna Läroverk kunde följaktligen inte behållas som namn, när staden hade två gymnasieskolor.  

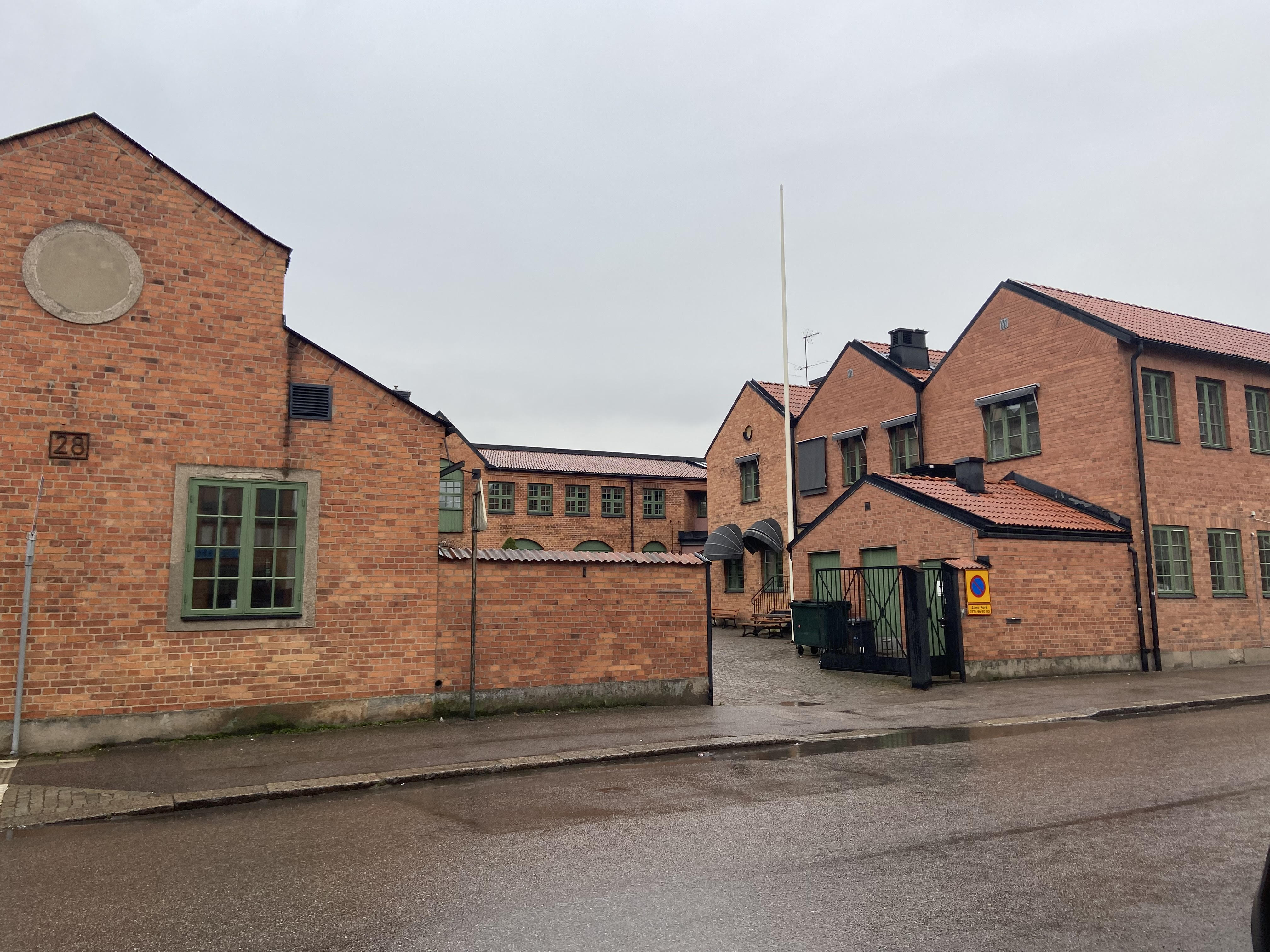
Lokalerna på Platensgatan 28 som används av Katedralskolan.

År 1960 behandlades olika förslag på namn på läroverket. Det namn som framfördes var ”Katedralskolan”. Namnet har sin bakgrund i den medeltida Linköpingsskolan som var nära förbunden med domkyrkan, katedralen. Rektorn vid läroverket fick kollegiets uppdrag att inlämna ”Katedralskolan” som förslag till namn för läroverket till kungen. Stadsfullmäktige hade inga motsättningar gällande namnförslaget. Från och med 1 juli 1965 är Katedralskolan namnet. Samtidigt fastställdes namnet på de två andra gymnasieskolorna i staden; S:t Lars skola och Ljungstedtska skolan (Anders Ljungstedts gymnasium).  

### Övriga byggnader
Det ökande elevantalet på Katedralskolan har medfört ett ökad behov av fler och större lokaler för skolans verksamhet. Sedan 2017 hyr Linköpings kommun lokaler som används av Katedralskolan på Platensgatan 28. Byggnaderna användes från början som en vagnfabrik och på 1990-talet av länsrätten. Den mittersta delen byggdes år 1912 och flyglarna år 1918 respektive 1936. Sedan år 2017 sker delar av Katedralskolans verksamhet i lokalerna.

## Katedralskolans program och organisation

### Utbildning
Katedralskolan erbjuder följande gymnasieprogram:
- Ekonomiprogrammet
  - Inriktning juridik och ekonomi
- Handels- och administrationsprogrammet
- Humanistiska programmet
- Naturvetenskapsprogrammet
- Naturvetenskapliga programmet med musikprofil som inriktning.
- Samhällsvetenskapsprogrammet
  - Inriktning samhällsvetenskap
  - Inriktning beteendevetenskap
- International Baccalaureate (IB) – Internationell studentexamen

Till naturvetenskapsprogrammet, samhällsvetenskapsprogrammet, ekonomiska och humanistiska programmet erbjuds musikprofil. 
Katedralskolan har flera internationella kontakter och erbjuder undervisning i bland annat tyska, engelska, spanska, franska, italienska och latin. För språkstuderande på skolan finns möjligheten till internationella examinationer. 

### Skolledning
Skolans skolledning är bestående av en enhetschef, samt rektorer för de olika programmen. 

## Rektor
Följande personer har varit rektorer vid Katedralskolan (mellan 1878 och 1965 Linköpings Högre Allmänna Läroverk).
- 1888–1901 Axel Romdahl[16]
- 1901–1926 Albert Værnéus
- 1926–1937 Josef Liljeblad
- 1937–1940 H. Larsson
- 1941–1956 Ragnar Ekholm
- 1956–1968 Gunnar Lögdberg
- 1968–1970 Erik Nordell
- 1971–1981 Olof Fahlén
- 1982–2005 Gösta Björn
- 2005–2015 Britt-Marie Andersson
- 2015–2019 Magnus Nyström
- 2019– Marcus Lindén[10][17]

### Lektorer
- 1860–1898 Conrad Kindberg[16]
- 1881–1898 Axel Romdahl[16]
- 1884–1898 Fredrik Westling[16]
- 1884–1898 Adolf von Engeström[16]
- 1889–1898 Karl Beckman[16]
- 1891–1898 Albert Johansson[16]
- 1891–1898 Oskar Klockhoff[16]
- 1893–1898 Karl Hagström[16]
- 1894–1898 Bernhard Risberg[16]

### Förste teologie lektorer
- 1628–1634: Daniel Laurentii
- 1634–: Jonas Petri Gothus
- 1638–1639: Petrus Bjugg
- 1639–1656: Benedictus Figrelius
- 1656: Nicolaus Langelius
- 1657–1659: Laurentius Laurinus den yngre
- 1660–1670: Andreas Petri Ajalinus
- 1670–1672: Gustavus Joannis Jansonius
- 1673–1681: Petrus Löfgren
- 1681–1686: Zacharias Reuserus
- 1686–1691: Olavus Johannis Wong
- 1692–1693: Ericus Phoenix
- 1694–1695: Olavus Langelius
- 1695–1701: Constans Collin
- 1701–1712: Simon Löfgren
- 1713–1714: Arvid Borænius
- 1714–1721: Andreas Wibjörnson
- 1721–1723: Carl Laurbecchius
- 1724–1728: Jacob Walldorff
- 1728–1742: Botvid Rising
- 1742–1771: Johan Sparschuch
- 1771–1777: Pehr Schenberg
- 1777–1782: Johan Törner
- 1783–1797: Magnus Fröling
- 1798–1799: Johan Benedict Busser
- 1800–1804: Joannes Hesselgren
- 1806–1823: Johan Ramstedt
- 1824–1834: Isak Herman Kinnander

### Andre teologie lektorer
- 1628–1634: Jonas Gothus
- 1634–1638: Petrus Bjugg
- 1638–1639: Benedictus Figrelius
- 1639–1641: Samuel Drysenius
- 1641: Samuel Enander
- 1644–1656: Nicolaus Langelius
- 1656: Laurentius Ristelius
- 1657–1658: Nicolaus Isaaci
- 1659–1670: Gustavus Jansonius
- 1670–1673: Ericus Löfgren
- 1673–1674: Simon Gråsten
- 1674–1681: Ericus Styrenius
- 1681–1686: Olavus Johannis Wong
- 1686–1692: Ericus Phoenix
- 1692–1693: Petrus Broms
- 1693–1694: Olavus Langelius
- 1694–1695: Constans Collin
- 1695–1700: Andreas Simonsson
- 1700–1701: Simon Löfgren
- 1701–1713: Arvid Borænius
- 1713–1714: Andreas Wibjörnson
- 1714–1721: Carl Laurbecchius
- 1721–1722: Laurentius Drysenius
- 1722–1724: Jacob Walldorff
- 1724–1728: Botvid Rising
- 1728–1737: Petrus Millberg
- 1738: Carl Echman
- 1739–1742: Johan Sparschuch
- 1742–1769: Martin Lidén
- 1771–1777: Johan Törner
- 1777–1781: Samuel Älf
- 1782–1783: Magnus Fröling
- 1783–1791: Claes Melander
- 1791–1798: Johan Benedict Busser
- 1798–1799: Marcus Wallenberg
- 1800–1804: Johan Ramstedt
- 1806–1819: Johannes Wallman
- 1818–1824: Isak Herman Kinnander
- 1824–1848: Lars Laurenius
- 1848–1859: Carl Magnus Fallenius
- 1859: Carl Alfred Cornelius
- 1861–1877: Axel Broman
- 1878–1884: Carl Olof Möller
- 1885–1909: Adolf von Engeström
- 1909–1915: Nils Jacobsson

### Lektorer i historia
- 1628–: Andreas Gyldenklou
- 1633–1638: Benedictus Figrelius
- 1639–: Samuel Enander
- 1640: Israel Lagerfelt
- 1642–: Laurentius Ristelius
- 1666–: Petrus Löfgren
- 1673–: Olavus Johannis Wong
- 1711–1728: Johan Törner
- 1728–1735: Johan Samsonius
- 1736–1742: Martin Lidén
- 1742–1747: Petrus Lagerman
- 1747–1771: Pehr Schenberg
- 1771–: Johan Benedict Busser
- 1792–1810: Samuel Gustaf Harlingson
- 1815–: Gustaf Abraham Silfverstolpe
- 1822–: Christian Stenhammar
- 1830–1853: Johan Haqvin Wallman
- 1854–1883: Johan Henrik Wilhelm Steinnordh
- 1884: Fredrik Westling
- 1884–1887: Johan Andersson
- 1888: Johan Thyrén
- 1889–1915: Karl Beckman
- 1925–1934: Nils Enewald

### Lektorer i grekiska
- 1637–1641: Petrus Agrivillius
- 1642–1650: Israel Rydelius
- 1650–1654: Anundus Palm
- 1654–1659: Gustavus Jansonius
- 1659–1674: Ericus Styrenius
- 1674–1675: Ericus Phoenix
- 1676–1683: Johannes Tzander
- 1683–1690: Olavus Langelius
- 1690–1693: Christiernus Norström
- 1694–1701: Arvid Borænius
- 1702–1713: Johannes Wenelius
- 1713–1721: Laurentius Drysenius
- 1721–1722: Jacob Walldorff
- 1723: Magnus Leverin
- 1725–1728: Johan Thun
- 1728–1734: Samuel Fröling
- 1735–1737: Magnus Boræn
- 1737–1747: Pehr Schenberg
- 1747–1755: Johan Lithzenius
- 1755–1762: Magnus Fallerstedt
- 1762–1765: Anders Askegren
- 1766–1771: Carl Nyrén
- 1772–1774: Carl Boræn
- 1775–1789: Jacob Hulthin
- 1791–1798: Ragvald Nicolai
- 1798–1799: Johan Stenhammar
- 1800–1805: Johannes Wallman
- 1805–1819: Marcus Wallenberg
- 1821–1825: Sven Lidman
- 1826–1847: Anders Arvid Arvedson
- 1847–1853: Johan Fredrik Johansson
- 1859–1890: Lars Erik Rusén
- 1891–1915: Albert Johansson
- 1928–1934: Sven Lilliedahl

### Lektorer i filosofi
- 1628–1630: Birgerus Kylander
- 1630–: Daniel Daalhemius
- 1634: Samuel Enander
- 1639–1644: Nicolaus Langelius
- 1644–1650: Laurentius Laurinus
- 1650: Laurentius Ristelius
- 1657–1666: Petrus Löfgren
- 1666–1668: Nicolaus Wallerius
- 1669–1670: Swen Sithelius
- 1670–1673: Samuel Dalinus
- 1673–1681: Zacharias Reuserus
- 1683–1686: Samuel Pontinus
- 1686–1690: Christiernus Norström
- 1690–1692: Bothwid Gladhem
- 1693–1694: Constans Collin
- 1694–1695: Simon Löfgren
- 1695–1698: Zacharias Ståhl
- 1698–1712: Andreas Wibjörnson
- 1712–1721: Erik Phoenix
- 1722: Magnus Leverin
- 1723–1724: Petrus Hörberg
- 1725–1738: Carl Echman
- 1738–1741: Magnus Elg
- 1742–1766: Sven Collin
- 1768–1782: Magnus Fröling
- 1783–1798: Marcus Wallenberg
- 1799–1805: Nils Häggroth
- 1805: Anders Wikblad
- 1811–1815: Sven Yckenberg
- 1817–1822: Sven Lidman
- 1822–1837: Fabian Wilhelm af Ekenstam
- 1837–: Carl Magnus Joachim Petrelli
- 1859–1865: Elof Widmark
- 1891–1915: Oskar Klockhoff
- 1921–1934: Ragnar Alvin

### Lektorer i latinska språket
- 1628–1629: Birger Beccander
- 1629–1630: Daniel Daalhemius
- 1630–1633: Benedictus Figrelius
- 1633–1634: Petrus Agrivillius
- 1634–1636: Daniel Kylander
- 1642–1644: Laurentius Laurinus
- 1644–1648: Samuel Brask
- 1649–1651: Magnus Klingius
- 1652–1656: Nicolaus Isaaci
- 1656–1670: Ericus Löfgren
- 1670–1675: Samuel Werelius
- 1675–1686: Ericus Phoenix
- 1686–1689: Samuel Pontinus
- 1690–1693: Olavus Langelius
- 1693–1696: Bothwid Gladhem
- 1696–1698: Andreas Wibjörnson
- 1698–1730: Anders Törner
- 1732–1735: Anders Schörling
- 1735–1739: Johan Sparschuch
- 1739–1742: Sven Collin
- 1742–1751: Wilhelm Anders Wennerdahl
- 1751–1756: Johan Törner
- 1758–1759: Erik Duræus
- 1759–1772: Samuel Älf
- 1777–1790: Petrus Hulthin
- 1791–1795: Matthias Sundevall
- 1795–1800: Joannes Hesselgren
- 1800–1817: Pehr Arenander
- 1818–1820: Johan Lundborg
- 1821–1823: Nils Mobeck
- 1825–1835: Daniel Leonard Kinmanson
- 1836–1844: Anders Hedner
- 1846–1863: Pehr Westman
- 1865–1894: Nils Östling
- 1894–1915: Bernhard Risberg
- 1928–1934: Sven Lilliedahl

### Lektorer i matematik
- 1628–1632: Sveno Cirrhœus
- 1634–1637: Petrus Agrivillius
- 1637: Daniel Dalinus
- 1644–1652: Nicolaus Lundius
- 1652–1654: Gustavus Jansonius
- 1654–1659: Johannes Enander
- 1659–1673: Simon Gråsten
- 1673–1674: Samuel Dalinus
- 1674–1692: Erik Duræus
- 1692–1695: Andreas Simonsson
- 1695–1699: Gothofrid Alinus
- 1700–1703: Johannes Phoenix
- 1703–1718: Sveno Laurelius
- 1718–1728: Petrus Millberg
- 1728–1738: Johan Thun
- 1740–1751: Claës Wimermark
- 1752: Eric Göran Walbom
- 1771–1782: Claes Melander
- 1783–1795: Svante Wimermark
- 1795–1800: Johan Ramstedt
- 1802–1835: Elis Gabriel Arehn
- 1835: Anders Fredrik Sondén
- 1857: Johan August Ahlander
- 1861–1893: Lars Fredrik Isander
- 1894–1915: Karl Hagström
- 1920–1934: Gustaf Witt

### Musiklärare
- 1886–1898 Fredrik Thorselius[16]

### Teckningslärare
- 1895–1898 Philip Löfgren[16]

### Gymnastiklärare
- 1894–1898 Nicolaus Mannerhjerta[16]

## Några av Katedralskolans sällskap
- Sällskapet för Vitterhet och Häfd – Eranos (VH-E).[18] VH-E är Katedralskolans äldsta sällskap och kan räkna sina anor till grundandet av Vitterhetsgillet år 1795. VH-E ägnar sig åt historia, filosofi, litteratur och poesi. Flera kända elever vid Katedralskolan har varit verksamma inom sällskapet, bland andra Jöns Jacob Berzelius och Tage Danielsson.
- Naturvetenskapliga sällskapet (Natve).[18] Natve är ett skolsällskap som endast består av manliga medlemmar och som ägnar sig åt naturvetenskap. År 1814 grundades Natve och har funnits oavbrutet sedan dess, vilket gör sällskapet till den under längsta tiden aktiva föreningen i skolans historia. Flera kända katedralelever, bland andra Hugo Theorell och Anders Tegnell, har varit medlemmar i sällskapet. Natve är anslutet till förbundet Unga Forskare.
- Veritas Naturae.[18] Veritas är ett sällskap endast för kvinnliga naturvetare med intresse för naturvetenskap. Även detta sällskap är ett av de äldsta på skolan och anslutet till förbundet Unga Forskare.
- Kretteln Elevtidning grundad 1917. Berör ämnen i skolan, såväl som i samhället. Tidningen ges ut några gånger per kalenderår.
- Moderat Skolungdom har sedan 1949 en avdelning på skolan, vilket gör den till Sveriges näst äldsta MSU-förening.[12]
- Bonnkapälle, Skolorkester grundad 1860, bestående av endast manliga medlemmar.

Till skolan finns även ”Föreningen Linköpings läroverkspojkar”, grundad 1945, som är en förening för: ”dem som studerat, arbetat eller arbetar på skolan eller är intresserade av skolan och dess historia”.
Under alla år på Katedralskolan har föreningar bildats och upplösts. Bland dem som funnits på skolan finns: Kyrkliga gymnasistförbundet. 1910 bildades en kristen förening vid läroverket. Föreningen försvann ett par år, men bildades åter 1973. Föreningen finns inte längre kvar på skolan.

## Elevkår och traditioner
På skolan finns en elevkår, ”Katedralskolans Elevkår”, som ska göra skolgången bättre och roligare för eleverna på Katedralskolan, samt värna elevernas intressen på skolan. Elevkåren genomför och organiserar olika aktiviteter på skolan, såsom att välkomna nya elever på skolan. 

### Elevkårens struktur
Elevkårens styrelse är bestående av elever på skolan. Styrelsens presidium är bestående av en ordförande och vice ordförande. Kåren är bestående av olika utskott och kommittéer. 

### Återkommande evenemang
Skolan har flera traditioner. Många av dessa aktiviteter organiseras av elevkåren och föreningar, vilket är en viktig del av skolan. Skolan bedriver bland annat utbyten med flera länder, däribland Tyskland, England och Frankrike . Sedan 2002 arrangerar Katedral ett ”FN-rollspel”. Veckan innan påsklovet arrangeras sedan 2019 den stora påskäggsjakten för samtliga elever på ekonomiprogrammet. Det finns även en känd rivalitet mellan Katedral och den närliggande Berzeliusskolan. 

## Bilder

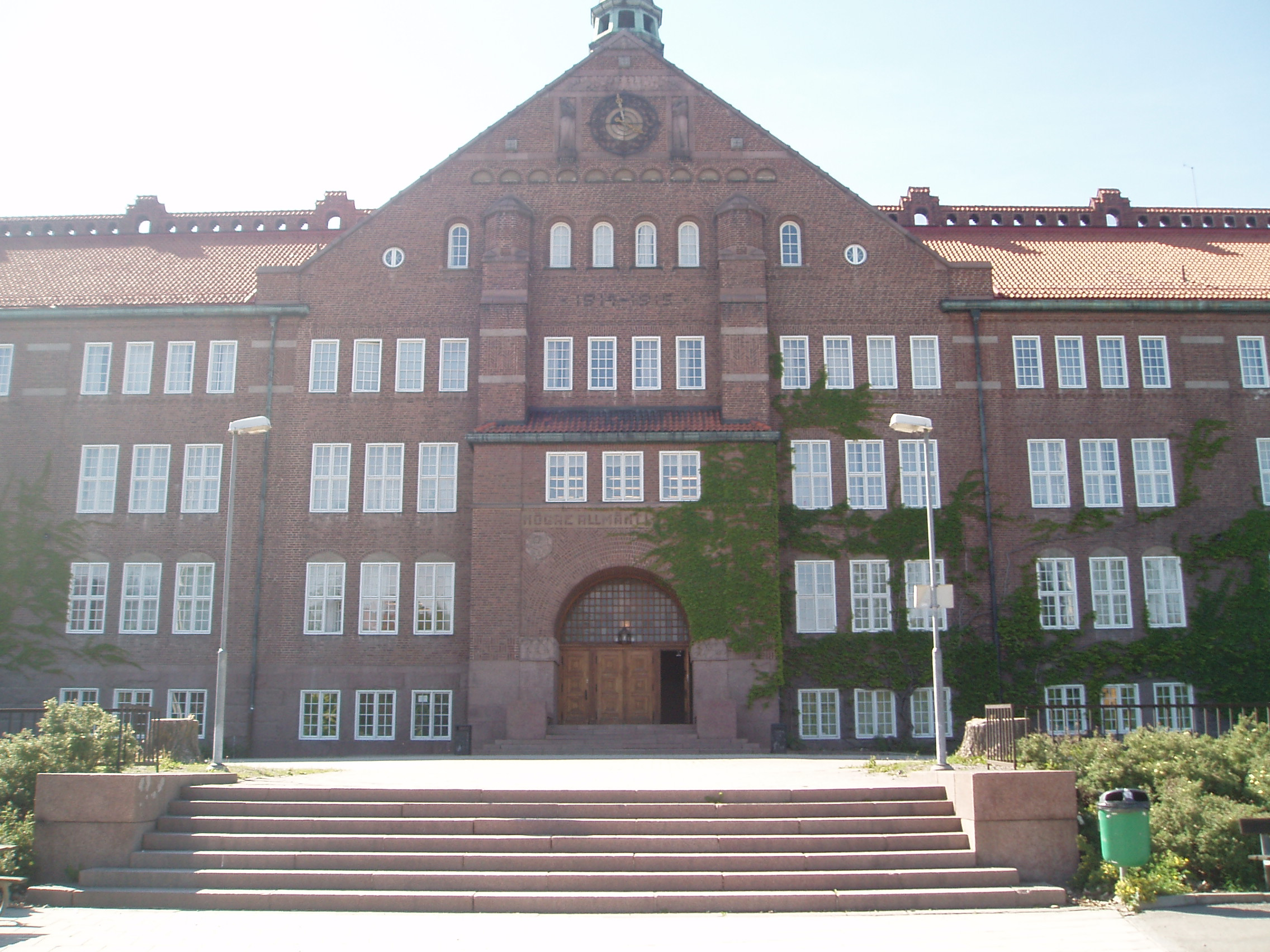
Framsida, huvudentré
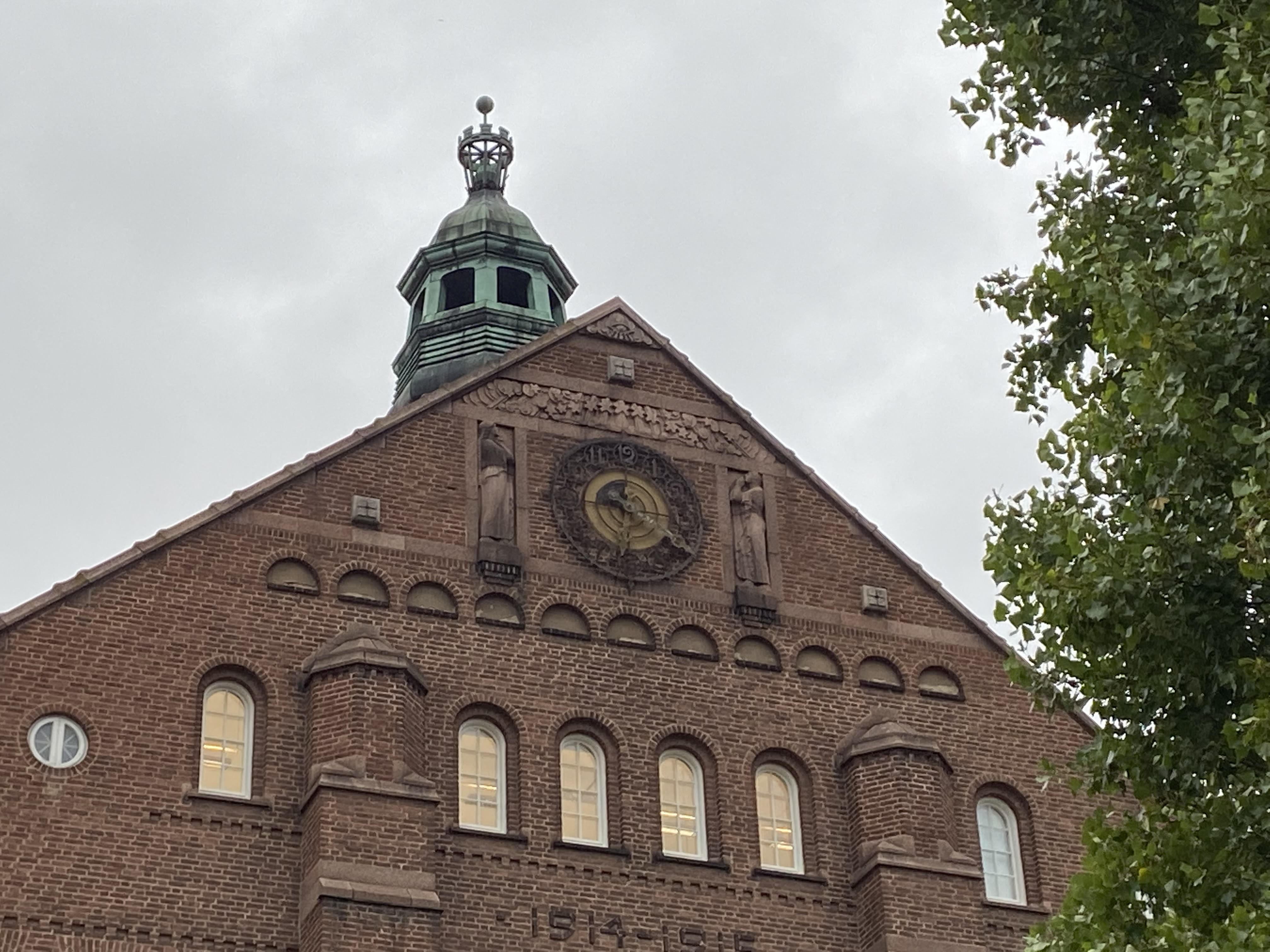
Urverk, reliefer på Katedralskolan
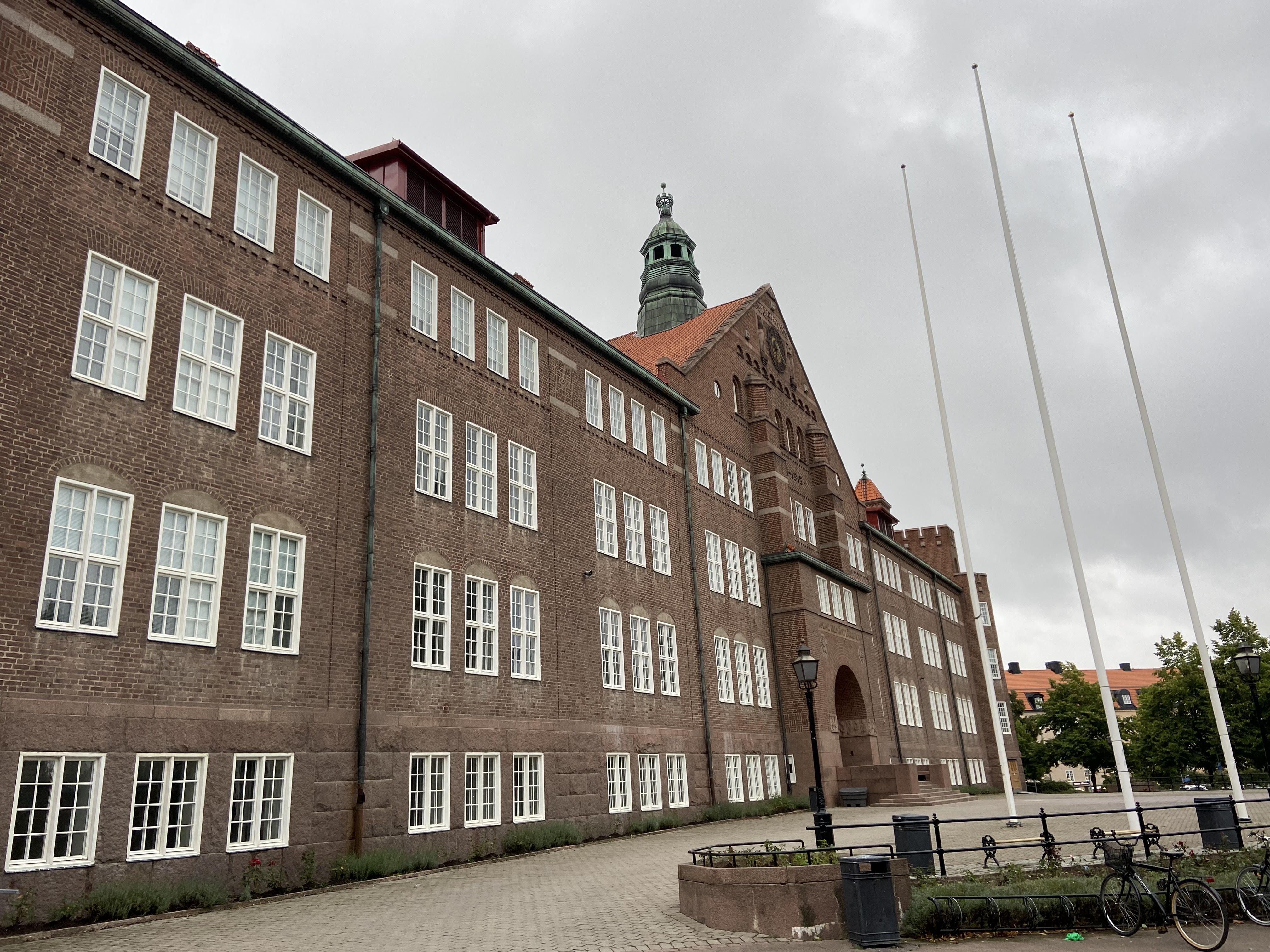
Katedralskolan från söder
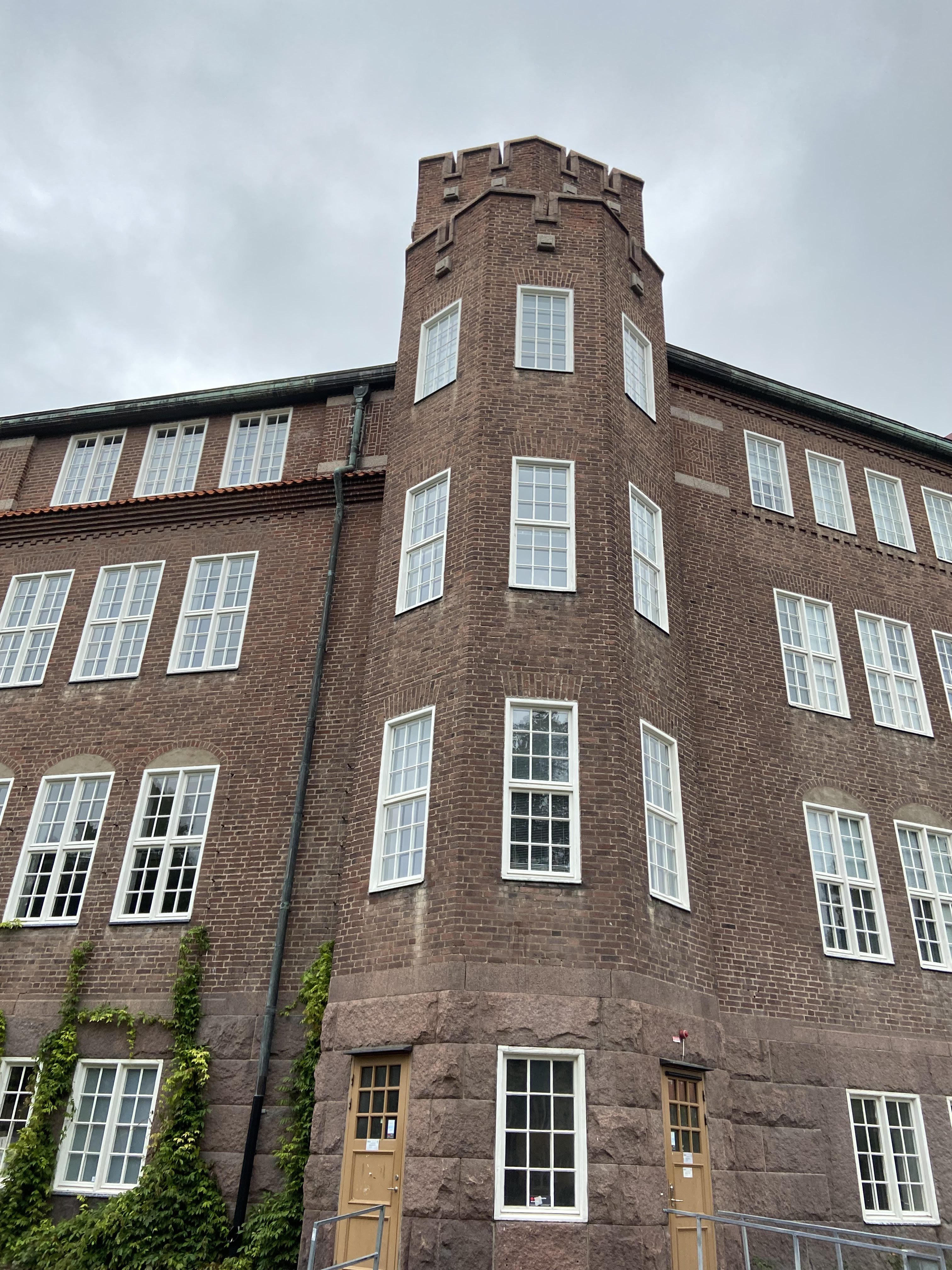
Södra tornet
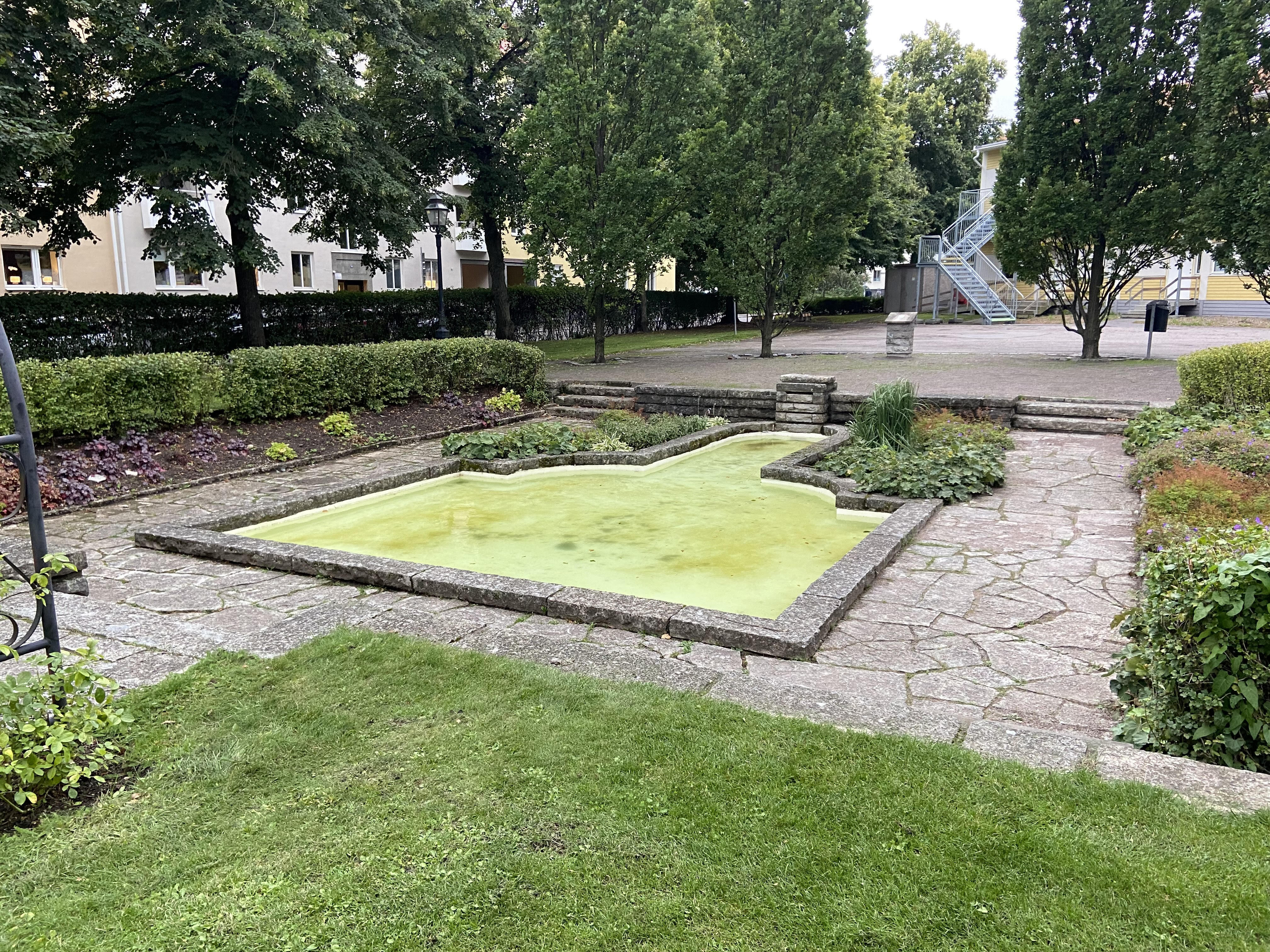
Hugo Theorells damm
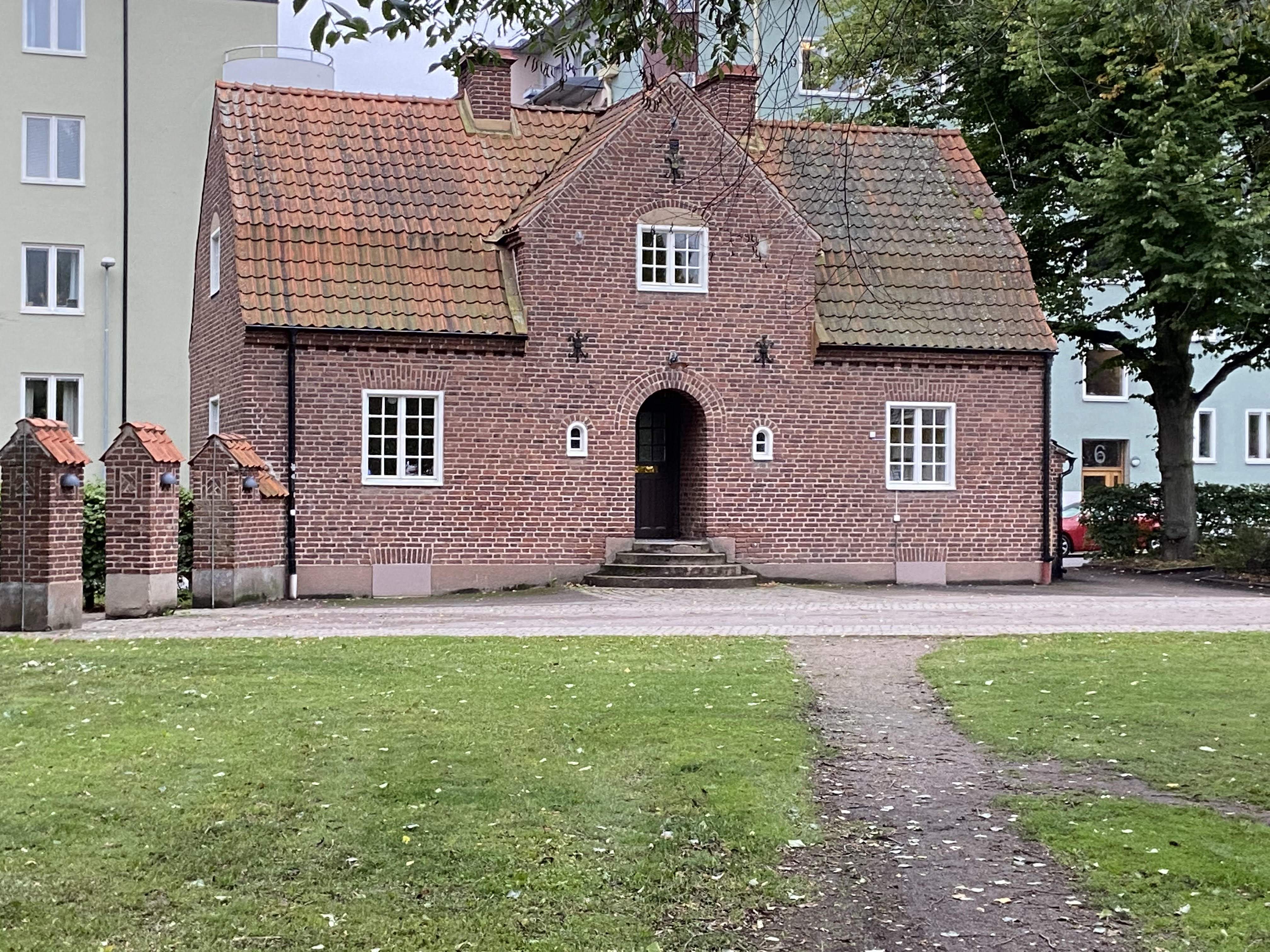
”Krettelnhuset”, Katedralskolan
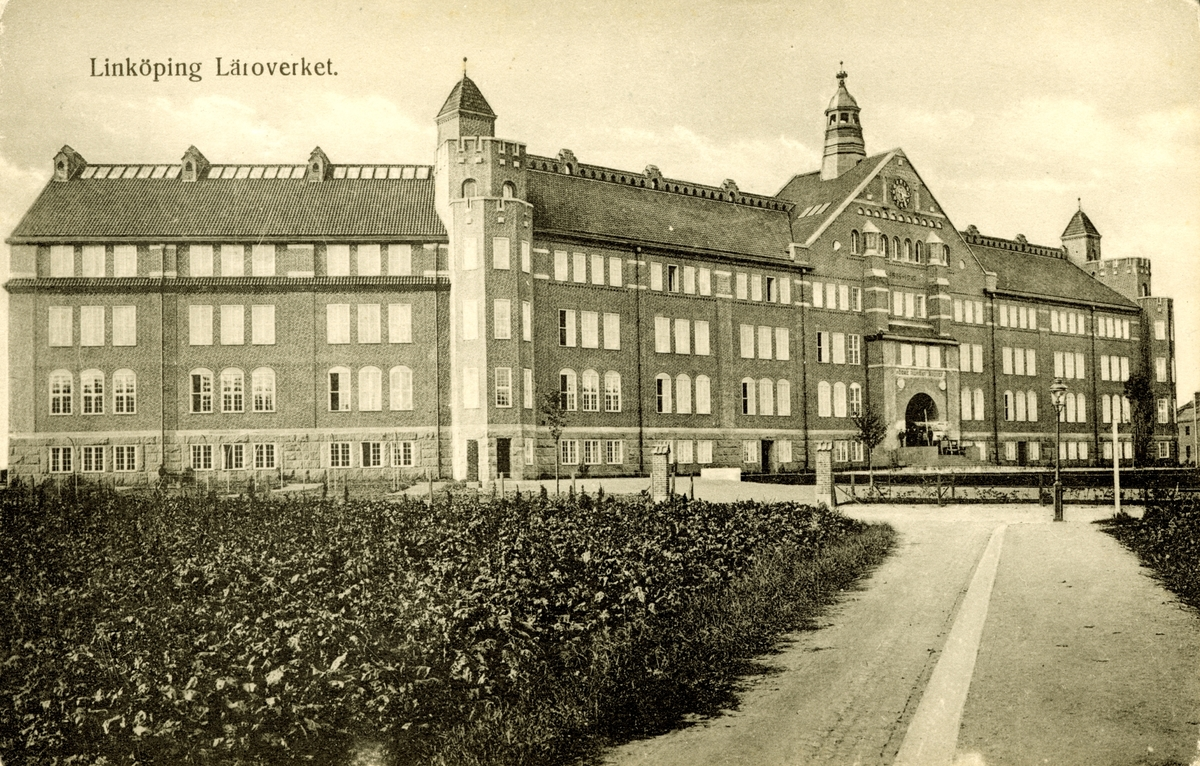
Äldre bild av skolan
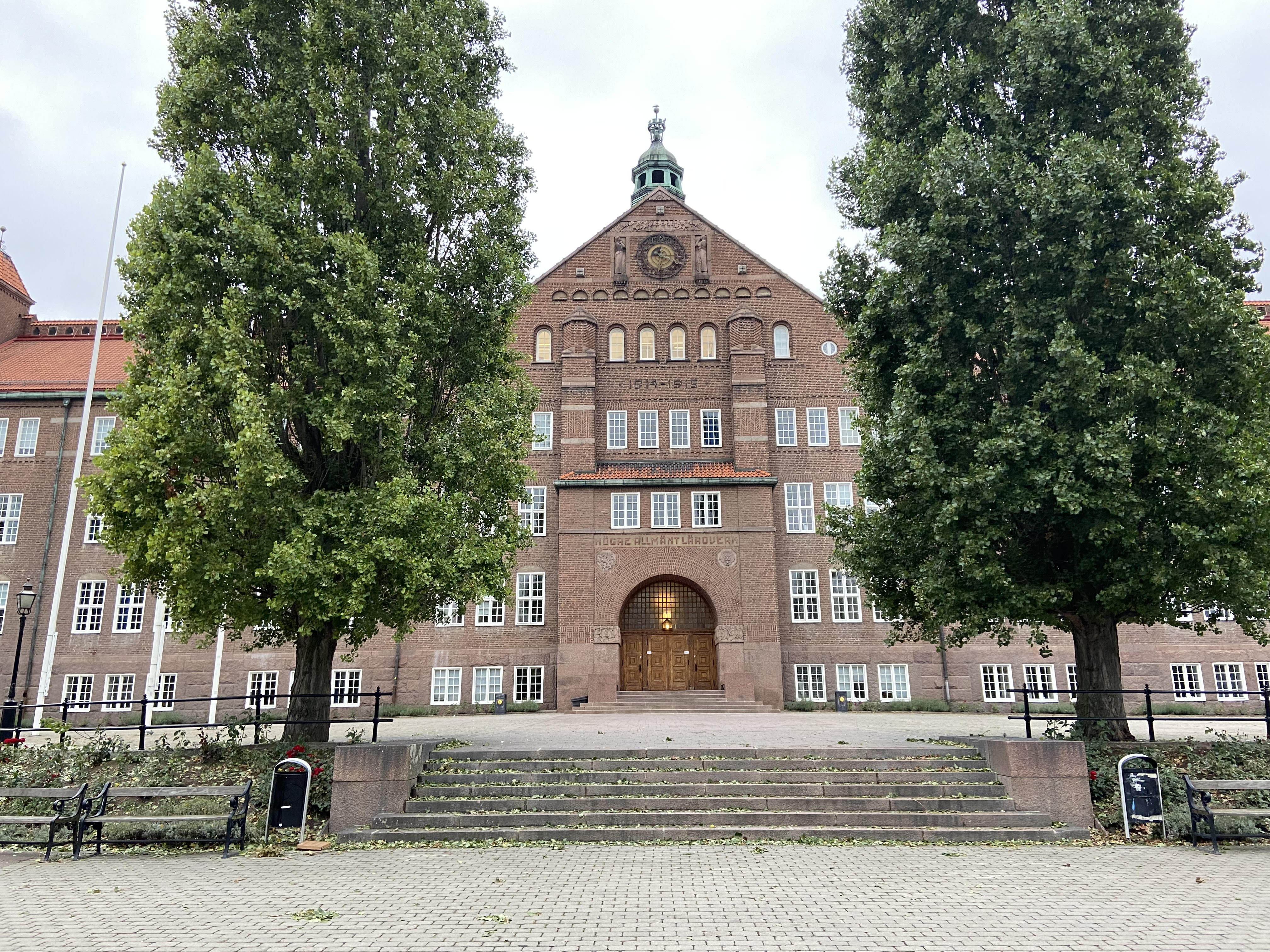

## Några kända katedralare
- Nils Hermansson, (1326–1391), biskop i Linköping 1375–1391 och informator åt Heliga Birgittas barn
- Johan Törner, (1712–1790), författare och lärare vid skolan
- Fredrik Hasselquist, (1722–1752), vetenskapsman, Linné-apostel i Mellersta Östern
- Lars Anders Chierlin, (1739-1821), matematiker
- Jacob Wallenberg (1746–1778), författare till Min son på galejan
- Carl Gustaf af Leopold, (1756–1829), författare, poet
- Anders Ljungstedt, (1759–1835), donator
- Jöns Jacob Berzelius, (1779–1848), kemist
- Clas Livijn, (1781–1844), författare
- Per Daniel Amadeus Atterbom, (1790–1855), författare, professor, ledamot av Svenska Akademien
- Carl Fredric Dahlgren, (1791–1844), präst, skald
- Per Adolf Sondén, (1792–1837), präst, litteraturhistoriker
- Henrik Bernhard Palmær, (1801–1854), författare och grundare av Östgöta Correspondenten
- André Oscar Wallenberg, (1816–1886), grundare av Stockholms Enskilda Bank
- Johan Krouthén, (1858–1932), konstnär
- Tor Andrae, (1885–1947), biskop, ledamot av Svenska Akademien
- Elias Wessén, (1889–1981), språkvetare, professor, ledamot av Svenska Akademien, lektor i filosofi och svenska vid Linköpings läroverk 1916
- Andreas Lindblom, (1889–1977), konsthistoriker, styresman för Nordiska museet och Skansen
- Bertil Uggla, (1890–1945), överste, allroundidrottsman, ledare av radiogymnastik (”kapten Uggla”), ordförande i Linköpings Läroverks IF 1906–1908
- Hugo Theorell, (1903–1982), biokemist, nobelpristagare
- Tage Danielsson (1928–1985), underhållare, författare
- Ulf Schöldström, (f. 1939), diplomat och chefredaktör för Grönköpings Veckoblad, skribent i Katedralskolans elevtidning Kretteln
- Christer Hellmark, (f. 1946), typograf, grafisk formgivare
- Per Lindstrand, (f. 1948), ingenjör, ballongpilot och äventyrare
- Göran Lambertz, (f.1950), Justitiekansler 2001-2009, samt Justitieråd i Högsta domstolen 2009-2017.
- Anders Tegnell, (f. 1956), statsepidemiolog sedan 2013
- Inger Nilsson, (f.1959), skådespelare, känd från rollen som Pippi Långstrump.
- Louise Hoffsten, (f. 1965), sångerska
- Mons Kallentoft, (f. 1968), journalist och författare
- Urban Bergsten, (f. 1969), skådespelare
- Jan Wallentin, (f. 1970), journalist och författare
- Erik Eckerdal, (f.1972), biskop i Visby stift.
- Sofia Helin, (f. 1972), skådespelare
- Jesper Hussfelt, (f. 1973), sportjournalist
- Magnus Johansson (f 1973), hockeyspelare landslaget mfl
- Lars Winnerbäck, (f. 1975), gitarrist, rocksångare och låtskrivare
- Birgitta Ohlsson, (f. 1975), Sveriges EU-minister 2010–2014
- Mattias Lundberg, (f. 1976), professor i musikvetenskap, radiofolkbildare[20]